# Allvar Gullstrand
Allvar Gullstrand (Landskrona, 5 giugno 1862 – Stoccolma, 28 luglio 1930) è stato un oculista svedese, vincitore del Premio Nobel per la medicina nel 1911.

## Biografia
Fu docente presso l'Università di Uppsala. Applicò la ricerca matematica allo studio del passaggio della luce nei mezzi diottrici dell'occhio, e sulla rifrazione dei raggi luminosi utilizzando le regole dell'ottica geometrica.
Ottenne il Premio Nobel nel 1911 per i suoi studi sull'astigmatismo e sulla correzione postoperatoria della cataratta.
A lui si deve il primo calcolo del potere diottrico dell'occhio nella sua interezza, definito occhio di Gullstrand.
Il cratere lunare Gullstrand prende nome dalla sua figura.